# ハミダ・ジャンドゥビ
ハミダ・ジャンドゥビ（アラビア語: حميدة جندوبي 1949年9月22日 - 1977年9月10日）は、チュニジア生まれの殺人犯。フランス最後のギロチン使用の被処刑者である。

## 生い立ち
1949年9月22日に、チュニジアに生まれる。
1968年、フランスのマルセイユに移る。最初は雑貨店で働くが、造園技師となる。その当時は、善良な性格をしていたとの情報もある。
1971年、労働災害で右足の3分の2を失う。その後、ポン引きとして暮らしていた。

## 犯行
1973年、後にジャンドゥビによって殺されるフランス人女性エリザベート・ブスケ（当時21歳）と、病院で会う。エリザベートはガールフレンドになったという情報もあるが、売春を強要されたと、ジャンドゥビを警察に訴える。ジャンドゥビは逮捕されるが、すぐ釈放となる。
1974年7月、エリザベートが、ジャンドゥビによって誘拐され、監禁される。ジャンドゥビが、管理する少女2人の前で、激しく殴り、乳房と局部にタバコの火を押し付けるなどの暴行を繰り返した。エリザベートは、その時まだ生きていたが、ジャンドゥビに屋外に連れ出され、車に乗せられた。ジャンドゥビが、少女らに強く口止めした。エリザベートはジャンドゥビに首を絞め殺されていて、その死体が、7月7日に見つかった。一ヵ月後、別の女性誘拐の容疑で、ジャンドゥビは逮捕される。

## 裁判・処刑
1977年2月24日、ハミダ・ジャンドゥビは、「拷問の末の殺人」と強姦の罪で、裁判が行われる。被告人ジャンドゥビが、労災での右足切断の不自由な生活6年間で、アルコール中毒の発作などにより、より凶暴になったと弁護側は主張する。翌日25日、死刑判決が下る。同年6月9日、控訴が棄却される。
1977年9月10日、マルセイユのボーメット刑務所で、ハミダ・ジャンドゥビの死刑が、死刑執行人マルセル・シュヴァリエにより、執行される。最期の直前まで、もっとタバコを吸おうとして断られた。午前4時40分ごろのことであった。これが、フランス最後のギロチン処刑であった。